# Albrecht Wolfgang van Schaumburg-Lippe
Albrecht Wolfgang (Bückeburg, 27 april 1699 – aldaar, 24 september 1748) was graaf van Schaumburg-Lippe van 1728 tot 1748. Hij was de oudste overlevende zoon van graaf Frederik Christiaan van Schaumburg-Lippe en gravin Johanna Sophie zu Hohenlohe-Langenburg.
Albrecht Wolfgang huwde een eerste keer op 30 september 1721 te Londen met Margarete Gertrud von der Schulenberg (Hannover, 19 april 1698 – Mannheim, 8 april 1726), gravin van Oeynhausen; zij was een onwettige dochter van koning George I van Groot-Brittannië en Melusine von der Schulenburg. Het paar kreeg twee kinderen:
- George August Willem (Londen, 4 oktober 1722 – Venlo, 6 augustus 1742), gedood in een duel
- Willem Frederik Ernst (Londen, 9 januari 1724 – Wölpinghausen, 10 september 1777), graaf van Schaumburg-Lippe 1748-1777

Op 26 april 1730 huwde hij een tweede maal te Varel met prinses Charlotte Frederica van Nassau-Siegen (Siegen, 30 november 1702 – Stadthagen, 22 juli 1785), dochter van vorst Frederik Willem Adolf. Dit huwelijk bleef kinderloos.
Van Albrecht Wolfgang is bekend dat hij ten minste één buitenechtelijk kind had:
- August Wolfrath van Campen; ∞ te Detmold, op 8 april 1772) gravin Wilhelmina van Anhalt (Kleckewitz, 12 februari 1734 – Rheda, 4 juni 1781); zij was een kleindochter van vorst Leopold I van Anhalt-Dessau.